# Charles Marcellis
Charles Henri Marcellis (Antwerpen, 16 januari 1798 - Luik, 12 september 1864) was een Belgisch volksvertegenwoordiger en industrieel.

## Levensloop
Marcellis was een zoon van de schrijnwerker Pierre Marcellis en van Marie Boon. Hij trouwde met Joséphine Regnier. Er zijn in zijn leven verschillende fasen te onderkennen, die aantonen hoe hij kon evolueren in heel verschillende richtingen. 
Na de humaniora aan het atheneum van Brussel, promoveerde hij tot doctor in de rechten (1822) aan de Universiteit van Luik. Hij vestigde zich als advocaat in Luik maar beoefende dit beroep eerder als amateur. Hij was vooral als dichter actief. Zijn gedichten, van het epische genre, werden goed ontvangen in de literaire tijdschriften. Hij produceerde over de jaren heel wat dichtwerk. 
Naar aanleiding van de Belgische revolutie begon hij zich aan politiek te interesseren. Hij werd redacteur bij de liberaal-unionistische krant Le Politique en bleef er drie jaar actief. Hij wilde zich laten verkiezen als parlementslid en dat lukte niet te goed. In 1832 werd hij verkozen, ten nadele van de liberaal Etienne de Sauvage, maar de Kamers invalideerden zijn verkiezing. Op 3 april 1833 werd hij opnieuw verkozen en ditmaal, na woelige debatten, toegelaten. Het parlement werd echter op 22 april al ontbonden. Marcellis kondigde zich aan als katholiek-unionist en verloor bij de volgende verkiezingen van de volbloed liberaal Joseph-Stanislas Fleussu. Hij keerde de politiek de rug toe. 
Daarop volgden dertig jaar van grote activiteit in de metallurgie, waarbij hij fabrieken overnam of oprichtte waar hij aan meer dan 500 mannen werk verschafte. De jurist werd nu een volleerde ingenieur. Hij verwierf verschillende hoogovens (Raborive, Ferot en de Boverie) en voegde er constructieateliers aan toe onder de naam Ateliers Charles Marcellis.  Zijn bedrijven bouwden machines, ketels, bruggen volgens het 'Belgisch systeem'. Hij was hierbij een groot promotor van het aanwenden van gietijzer.
In 1844 bouwde hij in Gent een brug in gietijzer, volgens een door hem op punt gestelde 'système belge', over de Muinkschelde die Gent-Zuidstation verbond via de Lammerstraat met de oude Sint-Pieterswijk ten oosten. De stad gaf er de naam Charles Marcellisbrug aan. In Antwerpen bouwde hij in 1854 een spectaculair koepeldak voor het beursgebouw. Het werd in 1858 door brand vernield en toen Marcellis een nieuw ontwerp indiende, dat door de adviescommissie met vijf stemmen tegen een als beste werd uitgekozen, besliste het stadsbestuur om een niet nader gespecificeerde reden, het tweede ontwerp, van de hand van architect Joseph Schadde, te verkiezen. Hij bouwde ook heel wat grote pompen om water te pompen uit droogdokken of uit mijnschachten.
De zaken werden verder gezet door zijn twee zoons en uitgebreid onder de naam Ateliers de Construction de la Meuse.

## Publicaties
- Les Germains, chants épiques, Parijs, 1829.
- Rubens aux Anversois, eenakter, 1840
- Grétry aux Liégeois, eenakter, 1842
- Sur la mort de sa Majesté la reine des Balges, 1850
- Henri Leys, 1855
- Notice sur un nouveau système de ponts en fonte, Luik, 1840.